# Соколов, Владимир Александрович (актёр)
Влади́мир Алекса́ндрович Соколо́в (26 декабря 1889 — 15 февраля 1962) — актёр, известный по множеству ролей второго плана в немецких и американских художественных фильмах.

## Биография
Владимир Соколов родился в Москве. Учился в Московском университете, из которого затем перешёл в Московскую академию драматических искусств. По окончании академии в 1913 году был принят в труппу Художественного театра.
В начале 1920-х годов служил в Камерном театре, в 1923 году гастролировал вместе с театром в Германии, был приглашён Максом Рейнхардтом и остался в Германии. До 1932 года выступал на сценах немецких и австрийских театров, снимался в кино. Первую кинороль сыграл в немом фильме «Приключения банкноты в десять марок» (нем. Die Abenteuer eines Zehnmarkscheines, 1926), снялся в нескольких фильмах Георга Вильгельма Пабста «Любовь Жанны Ней» (Die Liebe der Jeanne Ney, 1927), «Западный фронт, 1918» (Westfront 1918, 1930) и «Трёхгрошовая опера» (Die 3groschenoper, 1931). Наибольшую известность Соколову принесла роль Еврея из России (как он обозначен в титрах) в фильме Виктора Триваса «Нейтральная полоса» (Niemandland, 1931).
В 1932 году Соколов поселился во Франции, где снимался, в частности, у Жана Ренуара в фильме «На дне» (фр. Les bas-fonds, 1936), экранизации пьесы Максима Горького.
В 1937 году переехал в США, где оказался чрезвычайно востребован на вспомогательных киноролях разнообразных «иностранцев» — он играл русских, итальянцев, мексиканцев и даже китайцев. Среди его ролей примечательны Поль Сезанн в «Жизни Эмиля Золя» (англ. The Life of Emile Zola, 1937), Ансельмо в экранизации романа Э. Хемингуэя «По ком звонит колокол» (For Whom the Bell Tolls, 1943), Старик в «Великолепной семёрке» (The Magnificent Seven, 1960), Александр Мешков («Песнь о России», 1944) и даже М. И. Калинин в фильме «Миссия в Москву» (1943). Всего фильмография Владимира Соколова насчитывает 116 художественных фильмов.
Умер в Голливуде 15 февраля 1962 года от сердечного приступа.

## Избранная фильмография
- 1927 — Любовь Жанны Ней / Die Liebe der Jeanne Ney — Захаржевич
- 1929 — Катарина Кни / Katharina Knie — клоун Юлиус
- 1930 — Любимец богов / Liebling der Götter — Борис Юсупов
- 1931 — Трёхгрошовая опера / L’opéra de quat’sous / Die 3 Groschen-Oper — Смит
- 1931 — Нейтральная полоса / Niemandland — Еврей из России
- 1933 — Дон Кихот / Don Quichotte — Цыганский король
- 1935 — Le secret des Woronzeff (Франция) / Fürst Woronzeff (Германия) — Петров
- 1936 — На дне / Les bas-fonds — Костылев
- 1936 — Майерлинг / Mayerling — шеф полиции
- 1937 — Товарищ / Tovarich — Бит Парт
- 1937 — Beg, Borrow or Steal — Саша
- 1937 — К западу от Шанхая / West of Shanghai — генерал Чоу Фу-Шан
- 1937 — Остров Алькатрас / Alcatraz Island — Датч Дучман
- 1937 — Жизнь Эмиля Золя / The Life of Emile Zola — Поль Сезанн
- 1938 — Spawn of the North — Дмитрий
- 1938 — Арсен Люпен возвращается / Arsène Lupin Returns — Иван Павлов
- 1940 — Товарищ Икс / Comrade X — Михаил Бастаков
- 1942 — Дорога в Марокко / Road to Morocco — Хайдер Хан
- 1942 — Перекрёсток / Crossroads — Карлос Ле Дюк
- 1943 — По ком звонит колокол / For Whom the Bell Tolls — Ансельмо
- 1943 — Миссия в Москву / Mission to Moscow — Калинин
- 1944 — Песнь о России / Song of Russia — Александр Мешков
- 1944 — Конспираторы / The Conspirators — Мигель
- 1945 — Королевский скандал / A Royal Scandal — Малаков
- 1945 — Возвращение на Батаан / Back to Bataan — сеньор Буэнавентура Х. Белло
- 1946 — Скандал в Париже / A Scandal in Paris — дядя Хьюго
- 1948 — До края Земли / To the Ends of the Earth — Лам Ши Чоу
- 1950 — Барон Аризоны / The Baron of Arizona — Пепито Альварес
- 1952 — Макао / Macao — Кван Сум Танг
- 1956 — While the City Sleeps — Георг Пильский
- 1957 — Монстр из Грин-хилл / Monster from Green Hell — доктор Лоренц
- 1957 — Wire Service (телесериал) — Премьер-министр
- 1957 — Стамбул / Istanbul — Азиз Раким
- 1958 — Twilight for the Gods — Федор Моррис
- 1959 — Петер Ганн / Peter Gunn — Виктор Маеский
- 1960 — Cimarron — Якоб Крубецков
- 1960 — Великолепная семёрка / The Magnificent Seven — Старик
- 1960 — Пять пальцев / Five Fingers — Петер Вестос
- 1960 — За пределами временного барьера / Beyond the Time Barrier — Суприм
- 1961 — Checkmate (телесериал) — Педро Морено
- 1961 — Мистер Сардоникус / Mr. Sardonicus — Хенрик Толеславский
- 1961 — Харриган и сын / Harrigan and Son — Ковальский
- 1961 — Приключения в раю / Adventures in Paradise — Сада
- 1961 — Maverick — Педро Рубио
- 1961 — Hennesey — Папа Бронский
- 1962 — Тарас Бульба — старик Степан
- 1962 — Hawaiian Eye (телесериал) — доктор Антон Миклош

В титрах немецких фильмов имя Владимира Соколова писали «Wladimir Sokoloff», «Wladimir Sokolow», «Waldemar Sokoloff». В титрах всех американских постановок его имя писали «Vladimir Sokoloff».